# Власов, Александр Ефимович
Александр Ефимович Власов (1922—1992) — советский писатель, журналист и кинодраматург.

## Биография
Александр Ефимович Власов родился 22 февраля 1922 года в Петрограде. В годы Великой Отечественной войны служил фронтовым офицером-разведчиком.
После окончания войны был демобилизован и поступил на отделение журналистики ЛГУ имени А. А. Жданова, которое закончил в 1954 году. Работал в газете «Ленинградская правда».
С начала 60-х годов начал писать книги для детей и юношества, а затем киносценарии. Большинство книг и все киносценарии написаны в соавторстве с писателем Аркадием Марковичем Млодиком.
Скончался 29 августа 1992 года. Похоронен в п. Щеглово Ленинградской области.

## Избранные произведения

### Книги
Совместно с А. М. Млодиком
- Армия Трясогузки
- Белый флюгер
- Бун-Тур
- Идет человек
- Мандат
- О вас, ребята
- Полыновский улей
- Тайна девятки усачей

- Трудный вопрос
- Третья тропа
- Муравьиная тропа
- Пробный камень
- Верхний этаж

### Сценарии
- 1962 — Душа зовёт (короткометражный)
- 1964 — Армия «Трясогузки»
- 1963 — Мандат
- 1967 — Мятежная застава
- 1968 — Армия «Трясогузки» снова в бою
- 1969 — Белый флюгер
- 1971 — Ни дня без приключений
- 1971 — Нас четверо
- 1972 — Красные пчёлы
- 1972 — Случайный адрес
- 1976 — Остров юности